# Grundschule Religion

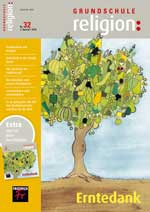
Grundschule Religion

Die Zeitschrift Grundschule Religion ist eine didaktische Fachzeitschrift für evangelische und katholische Religion in der Grundschule. Die Zeitschrift ist ökumenisch ausgerichtet.
Interreligiöses Lernen von Lehrkräften und Kindern wird durch Beiträge aus jüdischer und islamischer Sicht zu den jeweiligen Themen gefördert.
Grundschule Religion erscheint viermal im Jahr und besteht aus einem 32-seitigen Heft und einem auf das Thema abgestimmten Material-Teil (z. B. Bilderbuch, CD-ROM, Bildkarten, Poster).

## Konzept
Den Schwerpunkt der Zeitschrift bildet der „Praxis“-Teil mit Beiträgen über Unterrichtsideen und -reihen sowie Lernmaterialien für die Hand der Schüler. Unterrichtsverläufe werden mit Impulsen, leitenden Fragestellungen, individuellen Arbeitsformen, Möglichkeiten der Differenzierung und der aktiven Beteiligung der Kinder dargestellt. In den Rubriken „Zum Thema“ und „Hintergrund“ informiert die Zeitschrift über theologische, pädagogische und entwicklungspsychologische Hintergründe der Themen.
Die Themenhefte orientieren sich schwerpunktmäßig an
- biblischen Erzählungen (Schöpfung, Gebote, Josefgeschichten, Gleichnisse, Wunder),
- Lebenssituationen der Kinder (Mut und Angst, Schuld haben und verzeihen, Kinderarmut),
- Festen im Kirchenjahr und in den Religionen (Ostern, Pfingsten, Erntedank),
- didaktischen Themen (Übergänge gestalten),
- theologischen, ethischen und philosophischen Fragen (das Glück, das Böse, Frieden, Umgang mit Fremden).

## Herausgeber
Grundschule Religion wird herausgegeben von Dietlind Fischer (Comenius Institut Münster) in Zusammenarbeit mit
- Susanne von Braunmühl (PTI Nordelbien/Hamburg)
- Lena Kuhl
- Christine Lehmann (Leibniz Universität Hannover)
- Gertrud Miederer (RPZ Heilsbronn)
- Beate Peters
- Matthias Pfeufer (RPZ Bayern)
- Franz Thalmann (Bischöfliches Generalvikariat Hildesheim)

Die fachlichen Berater der Zeitschrift sind
- Bernhard Dressler (Philipps-Universität Marburg)
- Norbert Mette (Universität Dortmund)